# 바슈랭
바슈랭(프랑스어: vacherin)은 스위스와 프랑스의 소젖 치즈이다.

## 종류
- 바슈랭 데 보주는 프랑스 오트사부아주의 알프스산맥 지역에서 생산되는 치즈이다.
- 바슈랭 몽도르는 스위스 보주 및 프랑스 두주의 쥐라산맥 지역에서 생산되는 치즈이다.
- 바슈랭 프리부르주아는 스위스 프리부르주의 알프스산맥 지역에서 생산되는 치즈이다.

## 쓰임새
퐁뒤를 만들 때 쓰인다.

## 사진 갤러리

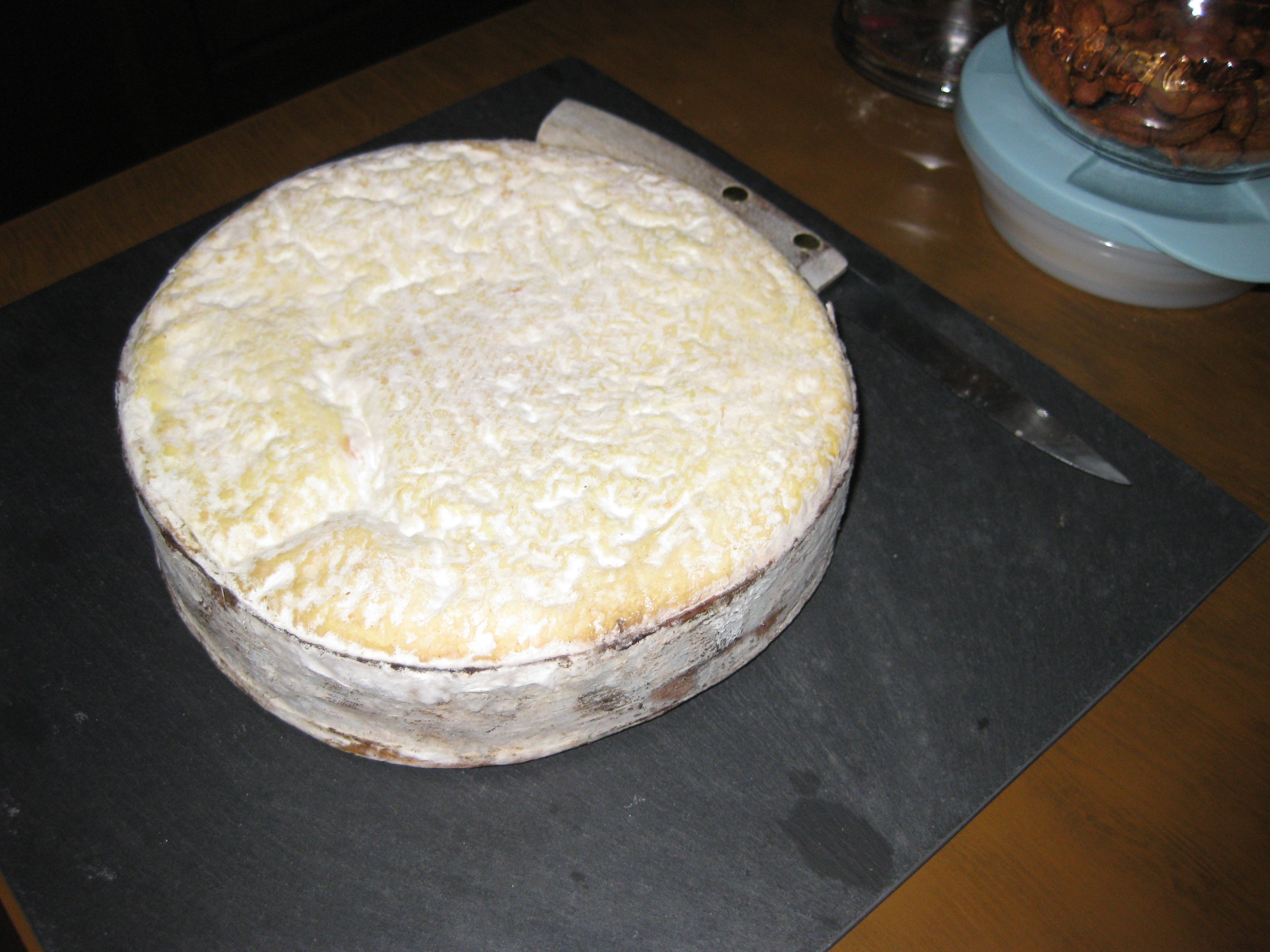
바슈랭 데 보주
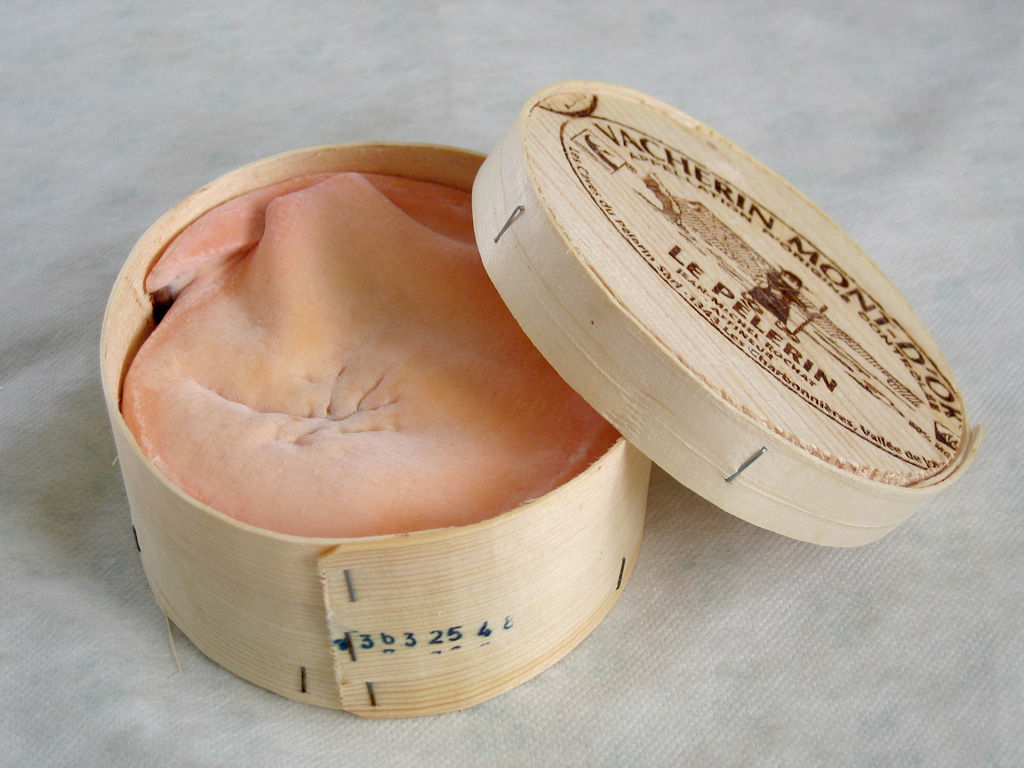
바슈랭 몽도르 (스위스)
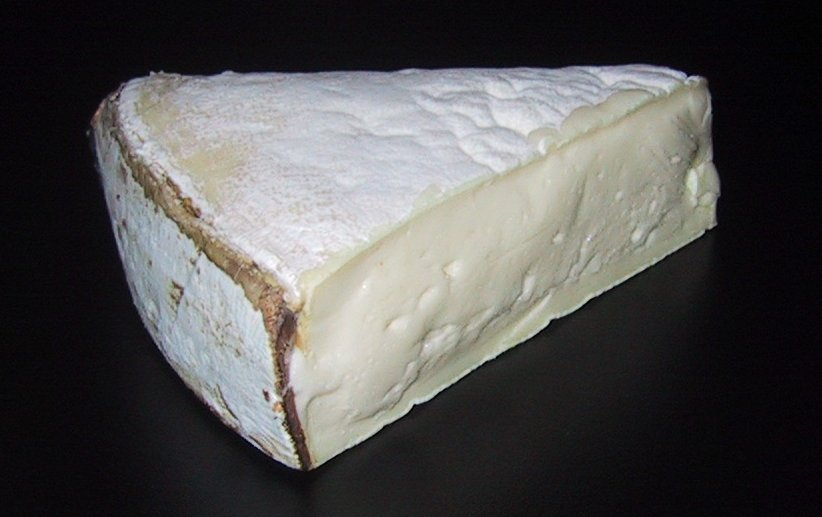
바슈랭 몽도르 (프랑스)
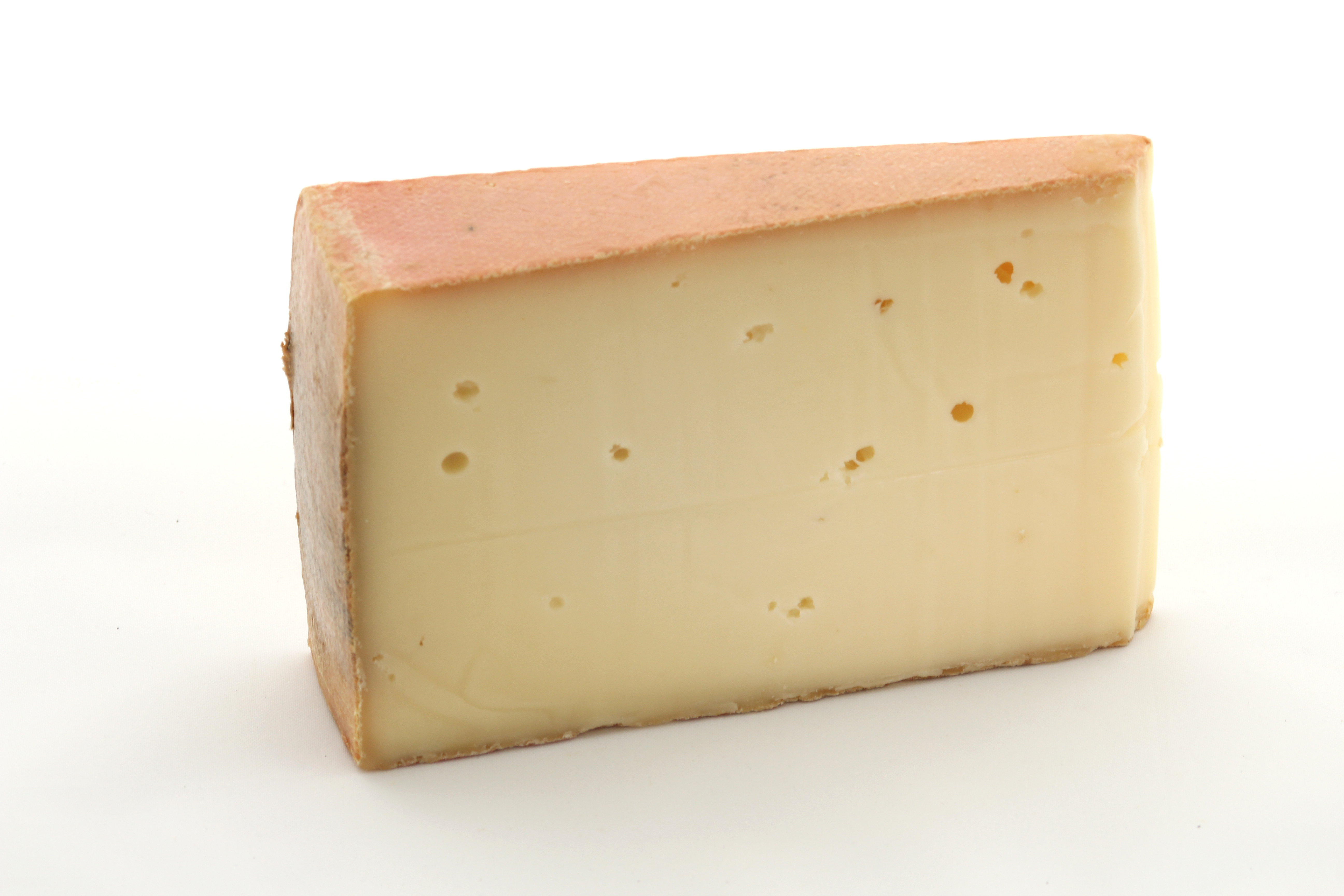
바슈랭 프리부르주아